# Chrustowo (powiat kolski)
Chrustowo – wieś w Polsce położona w województwie wielkopolskim, w powiecie kolskim, w gminie Przedecz.
| SIMC    | Nazwa    | Rodzaj                 |
| ------- | -------- | ---------------------- |
| 0291954 | Nowiny   | część wsi              |
| 0291960 | Rogóźnia | część wsi              |
| 0291977 | Rogóźno  | część wsi (do 2023 r.) |

W latach 1975–1998 miejscowość należała administracyjnie do województwa konińskiego.